# Thibaut Duval
Pour les articles homonymes, voir Duval.
Thibaut Duval (né le 1er février 1979 à Laeken), est un athlète belge, spécialiste du saut à la perche. Au cours de sa carrière, il est titré plusieurs fois champion de Belgique. Il participe également à de grandes compétitions internationales comme les championnats d'Europe, les championnats du monde ou encore les Jeux olympiques. 

## Biographie
Il bat, une première fois, le record de Belgique avec un saut à 5 m 62 à Kortrijk en 1999. A compter de juin 2000, il porte le record de Belgique à 5 m 70.
Il est affilié au CABW Nivelles.